# Timema cristinae
Timema cristinae — вид примарових родини Timematidae.

## Поширення
Ендемік південної частини штату Каліфорнія (США).

## Опис

### Маскування
У дорослих особин виду буває три типи забарвлення: монотонно зелене, зелене з білою поздовжньою смугою та темне (меланістичне). Особини зеленого забарвлення ховаються від хижаків серед рослин роду Ceanothus, а смугасті — Adenostoma.. Особини-меланісти живуть на обидвох рослинах.